# 汉口中华全国总工会旧址
汉口中华全国总工会旧址，位于中华人民共和国湖北省武汉市江岸区友益街16号，由两栋西洋式建筑组成。这两栋建筑由叶凤池出资修建，1926年被武汉国民政府充公，并于当年作为中华全国总工会驻武汉办事处的办公场所。1927年中华全国总工会自广州迁入此地，七一五事变后迁往上海。这两栋建筑自1963年起一度作为纪念馆开放，1966年被迫关闭。2006年，汉口中华全国总工会旧址被列为全国重点文物保护单位。2011年起，在该旧址重建博物馆的计划被提上日程。

## 历史

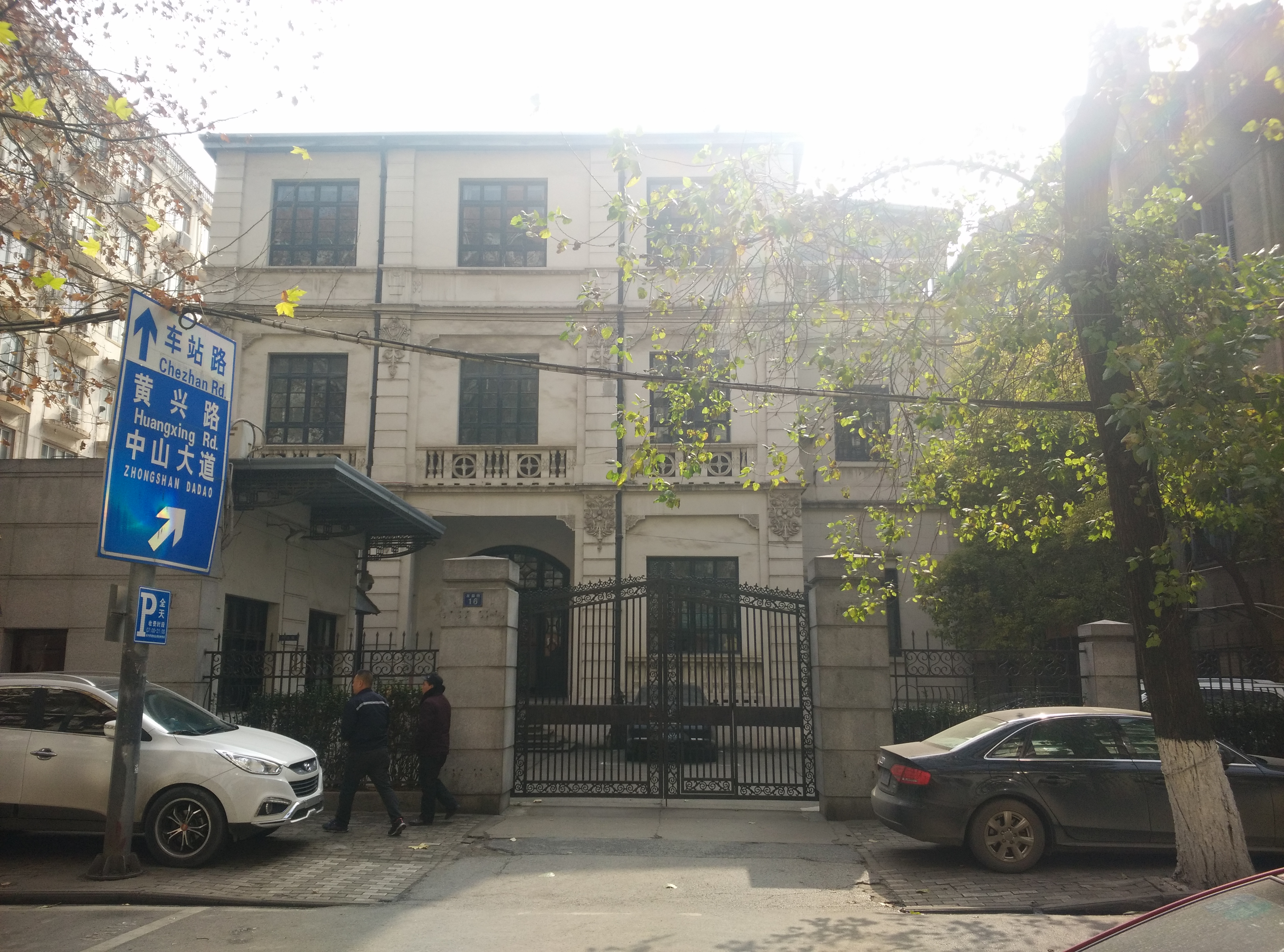
汉口中华全国总工会旧址左楼，原叶凤池公馆

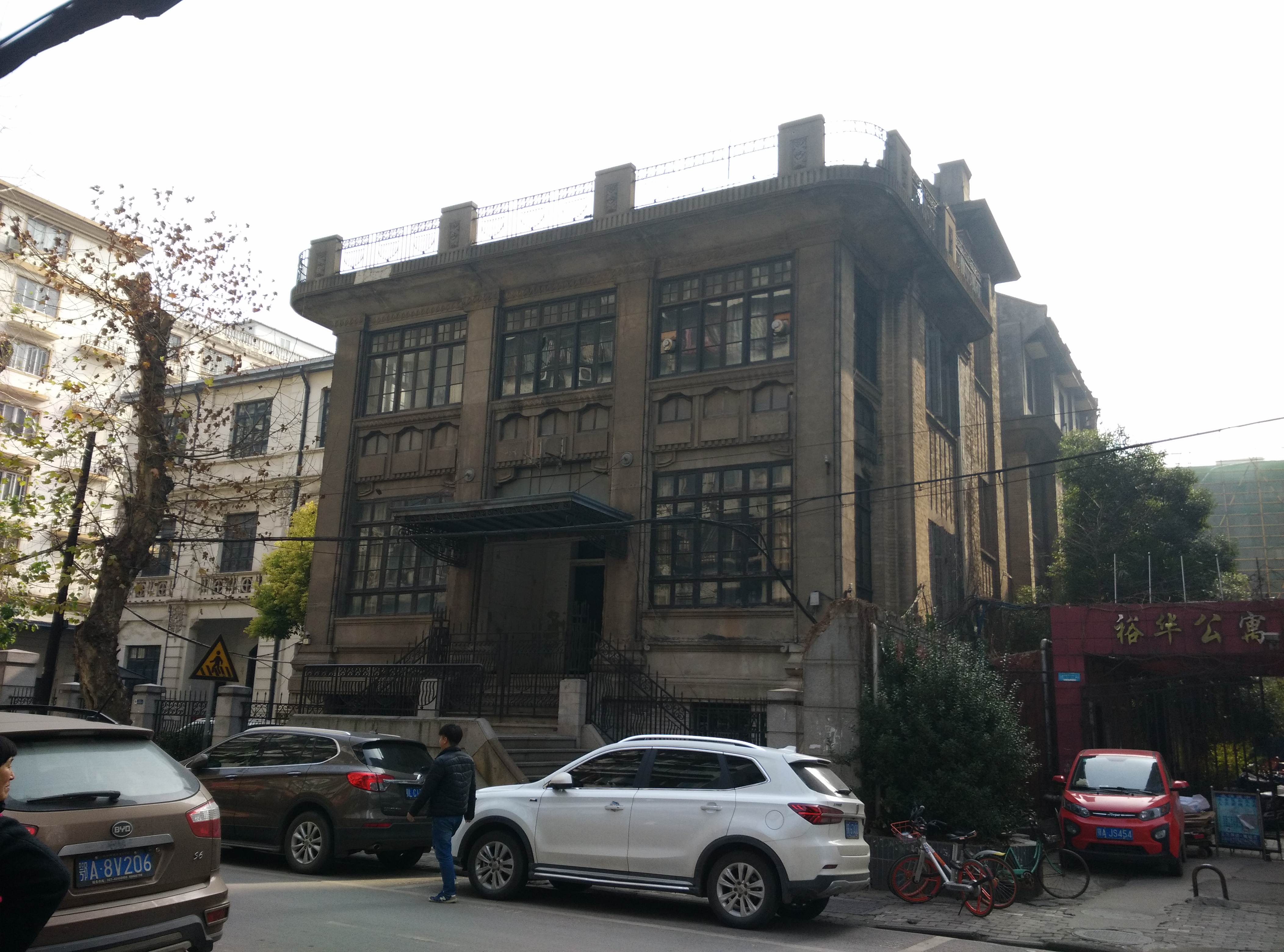
汉口中华全国总工会旧址右楼，原陈汉卿公馆

1918年，汉口中药材商号“叶开泰”的老板叶凤池买下了汉口的大智路和车站路之间的一个水塘。将该水塘填平后，1920年，叶凤池着手在这块新造的土地上修建了数十栋房屋，以供自己和当地的军阀政客居住。1926年9月，北伐军进入武汉，叶凤池因勾结军阀政客，且其女婿陈汉卿为王占元的军法处处长，因此叶凤池和陈汉卿的住所被武汉国民政府充公。当年，中国共产党调派刘少奇、邓中夏等干部来武汉领导工人运动，9月17日，原陈汉卿公馆成为中华全国总工会驻武汉办事处所在地。1927年2月11日，中华全国总工会自广州搬至陈汉卿公馆内，相邻的叶凤池公馆则于随后归湖北省总工会机关使用。七一五事变后，中华全国总工会迁往上海，湖北省总工会转入地下活动，两栋建筑归属国民党武汉警备司令部使用。1949年，中国人民解放军攻克武汉，两栋建筑被武汉市人民政府接管。1958年，湖北省文化局着手筹备湖北省全省总工会纪念馆，两栋建筑经修缮后获名“第一次国内革命战争时期中华全国总工会暨湖北全省总工会旧址”，董必武为该纪念馆题名。纪念馆内原有复原的湖北省总工会宣传部、组织部、会客室、课室、刘少奇办公室等展室:117。该纪念馆自1963年起对内开放，文化大革命开始后，1966年，该纪念馆被迫关闭，陈汉卿公馆由武汉市文化局接收为办公场所，而叶凤池公馆由武汉市文联接管，纪念馆内原有文献、图片等资料由武昌农讲所旧址纪念馆接收保管。1981年，两栋建筑以“中华全国总工会暨湖北省总工会旧址”一名列为湖北省文物保护单位:117。2006年，汉口中华全国总工会旧址被列为全国重点文物保护单位。2011年，武汉市文化局从该旧址中搬出，旧址计划恢复为纪念馆。2018年1月22日，这一计划正式对公众征求意见。

## 结构
汉口中华全国总工会旧址位于江岸区友益街16号，由同一院落中的两栋斜对的坐南朝北的西洋式建筑组成，总建筑面积1,507平方米。右楼原为陈汉卿公馆，1920年建成，为三层砖混结构房屋，占地面积340平方米，外墙为耐火砖清水墙面，基部为花岗岩，楼内第一层为车棚和门卫住房，二层和三层为办公用房，楼顶有花园。左楼即叶凤池公馆，1924年建成，为二层砖混结构洋楼，占地面积450平方米，屋顶前面为双坡屋顶，后面为四坡屋顶，四面均开有老虎窗，中部建有影墙。:117:54:67